# Маковый пирог

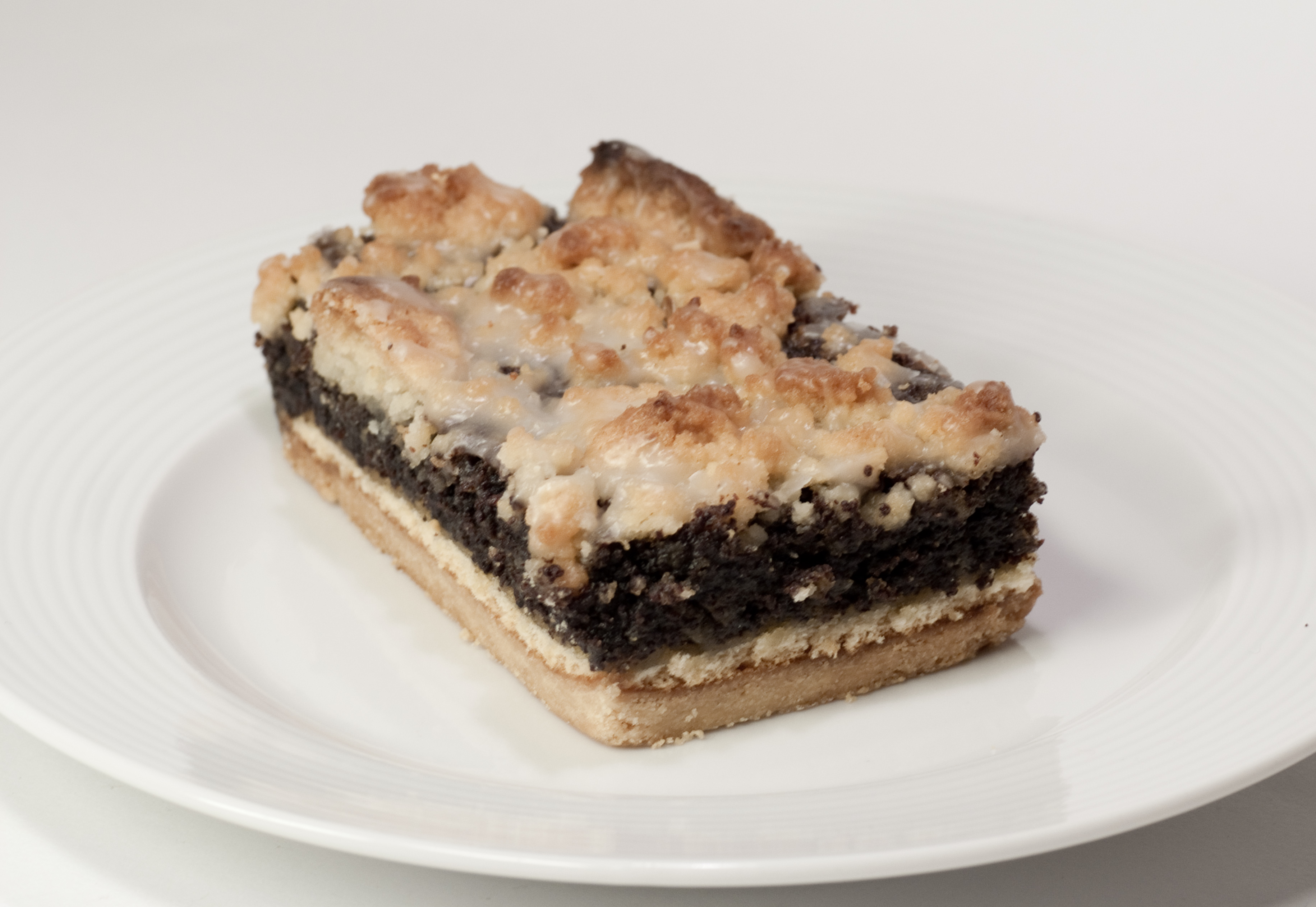
Порция листового макового штрейзельного пирога

Рад Яков, что пирог с маком.
Маковый пирог — общее название различных видов пирогов с семенами мака снотворного, как в тесте, так и в начинке. Является традиционной выпечкой во многих странах Центральной и Восточной Европы с особенными чешскими, силезскими и польскими традициями. С маком пекут сладкие дрожжевые рулеты-штрицели, которые покрывают сахарной глазурью, маковые штоллены и листовые пироги, посыпанные кондитерской крошкой, а также бисквитные маковые торты.
Для приготовления маковой начинки семена предварительно перемалывают, чтобы вскрыть семенную кожуру и добиться выделения характерного макового аромата. Молотый мак заваривают с молоком и сахаром и связывают крахмалом, манной крупой, панировочной крошкой или яйцами. Начиночную маковую массу приправляют специями, ромом, измельчённым миндалём, марципаном, цукатами или сухофруктами. В пищевых законодательствах Германии и Австрии доля мака в маковой начинке обычной влажности должна составлять 20 %.
В Силезии маковые пироги пекли по любому случаю, даже на поминки, поэтому его называли также «мёртвым пирогом» (нем. Totenkuchen). Силезский штрицель является защищённым географическим указанием в Европейском союзе.